# Список умерших в 1194 году

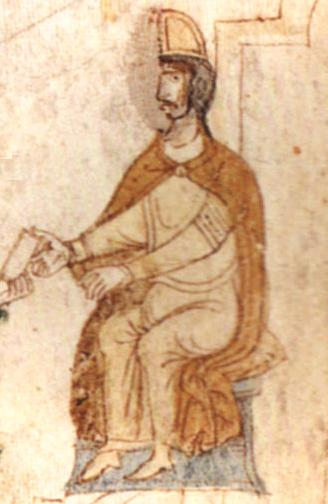
Танкред

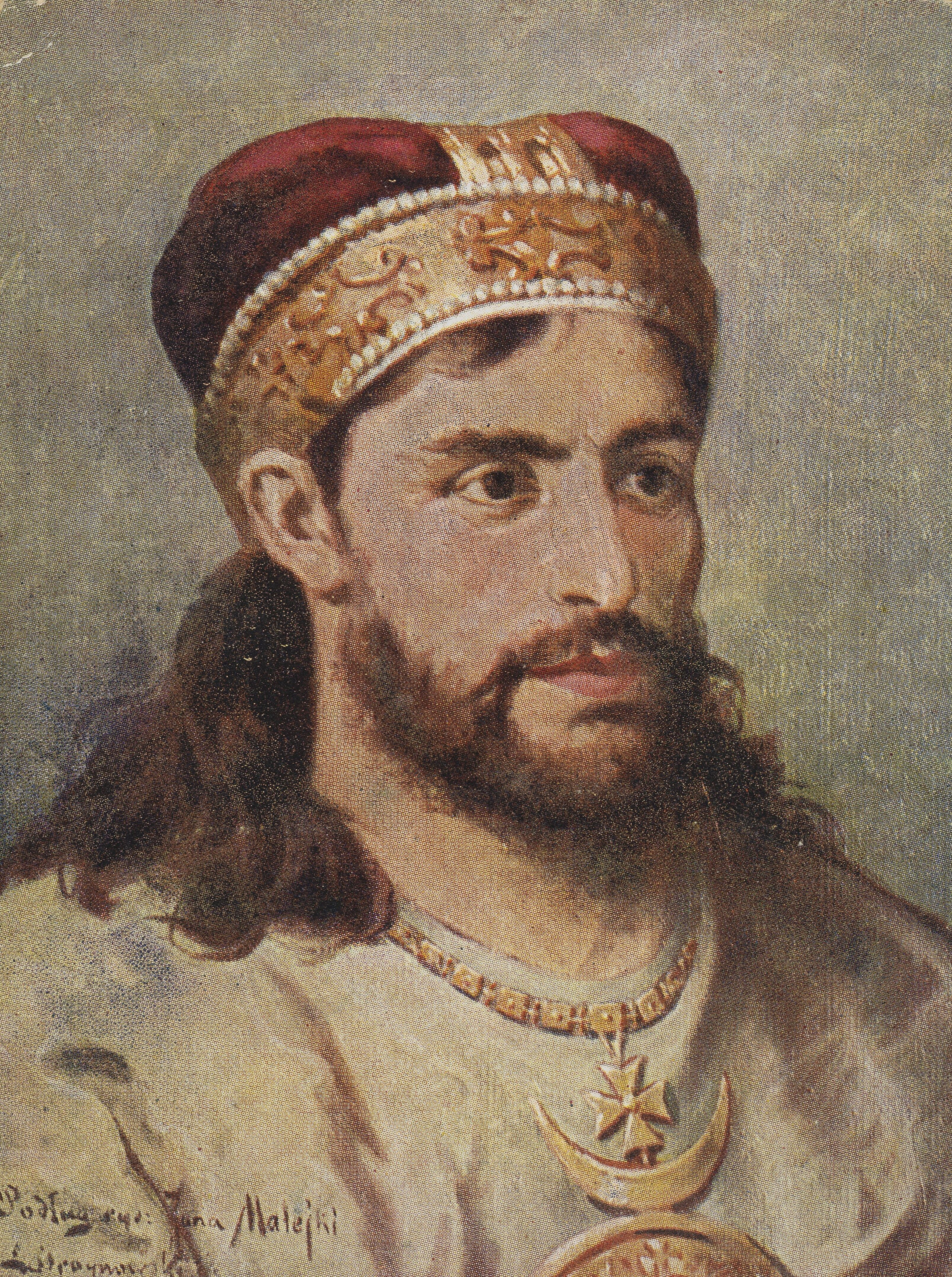
Казимир II

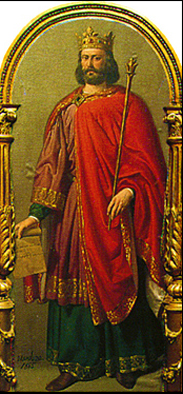
Санчо VI Мудрый

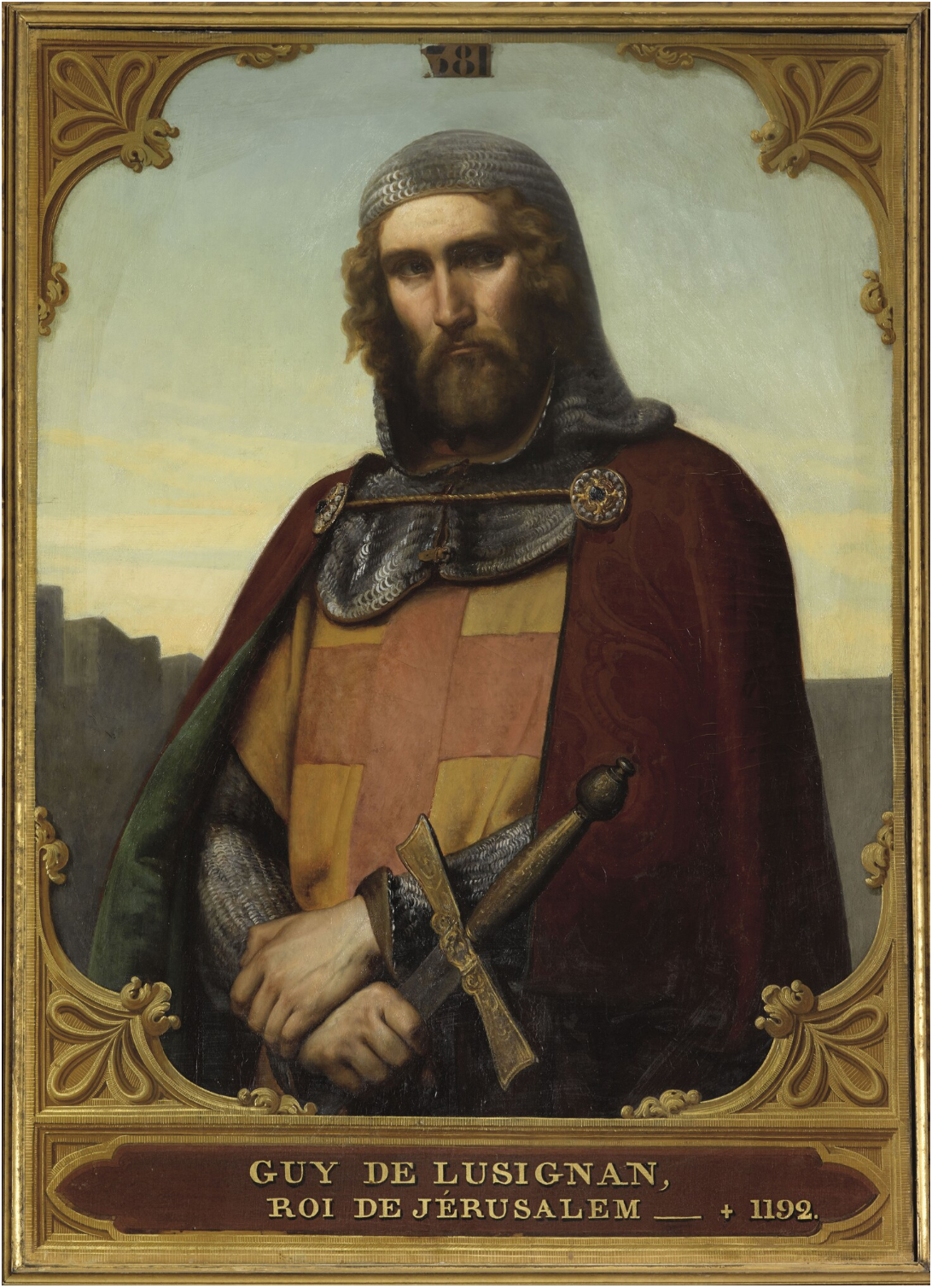
Ги де Лузиньян

Сяо-цзун

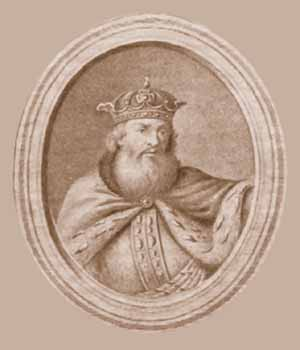
Святослав Всеволодович

В этой статье представлен список известных людей, умерших в 1194 году.
См. также: Категория:Умершие в 1194 году

## Январь
- 12 января — Каим фон Бёхмен[нем.] — епископ Оломоуца (1184—1194)

## Февраль
- 16 февраля — Беренгуэр де Виладемульс[англ.] — архиепископ Таррагоны (1174—1194).
- 20 февраля — Танкред — король Сицилии (1190—1194)

## Март
- 19 марта — Роже II Транкавель — виконт Каркассона из дома Транкавель (1167—1194).
- Дитрих I фон Альбек[нем.] — епископ Гурка (1180—1194).
- Тогрул III[англ.] — последний сельджукидский султан Ирака (с титулом султан великой империи сельджуков) (1177—1194). Убит в войне с Хорезмом.
- Джон II Маршал, маршал королевского двора.

## Апрель
- 3 апреля — Сигурд Магнуссон — претендент на норвежский престол (антикороль) (1193—1194). Погиб в битве и Флорваге
- 20 апреля — Одон Познанский — князь Великой Польши и Познани (1177—1182), князь Калиша (1193—1194)

## Май
- 5 мая — Казимир II Справедливый — князь Сандомира (1173—1194), князь Калиша и князь Гнезно (1177—1182), князь (принцепс) Польши (1177—1191, 1191—1194), князь Мазовии (1186—1194)

## Июнь
- 27 июня — Санчо VI Мудрый — король Наварры (1150—1194)
- 28 июня — Сяо-цзун (66) — 2-й китайский император империи Южная Сун (1162—1189). Отрёкся от власти.

## Июль
- 18 июля — Ги де Лузиньян — Король Иерусалима (1186—1192), первый король Кипра (некоронованный) (1192—1194), участник третьего крестового похода.
- 25 июля — Святослав Всеволодович — князь Новгородский (1140), Туровский (1142, 1154—1155), Волынский (1142—1146), Новгород-Северский (1157—1164), Черниговский (1164—1180), великий князь Киевский (1173, 1176—1181, 1181—1194).

## Сентябрь
- 27 сентября — Рено де Куртене — сеньор де Куртене (ок. 1145—1150 / 1155), первый Барон Саттон из Беркшира (1161—1194), родоначальник английской ветви дома Куртене (позже Кортни)

## Октябрь
- 4 октября — Феличе, Джованни — итальянский кардинал-дьякон de S. Eustachio (1188 —1191), кардинал-священник de S. Susanna (1191—1194)
- 11 октября — Эгидио ди Ананья — итальянский кардинал-дьякон San Nicola in Carcere, кардинал священник de S. Susanna.
- 28 октября — Берно[нем.] — епископ Хильдесхайма (1190—1194)

## Ноябрь
- 15 ноября — Маргарита I Эльзасская — графиня Фландрии (1191—1194).
- 30 ноября — Ален III де Роган, третий виконт де Роган.

## Декабрь
- 26 декабря — Обри де Вер, 1-й граф Оксфорд — английский аристократ, участник гражданской войны в Англии 1135—1154 гг. на стороне императрицы Матильды, первый граф Оксфорд (1141—1194), граф де Гин (1137—1142)
- 31 декабря — Леопольд V Добродетельный — герцог Австрии (1177—1194) герцог Штирии (1192—1194), участник третьего крестового похода, погиб на рыцарском турнире.
- Раймунд V — граф Тулузы, маркиз Прованса, герцог Нарбонны (1148—1194)

## Дата неизвестна или требует уточнения
- Адемар де Бейнак[фр.] — барон Бенака (ок.1189—1194), участник второго и третьего крестовых походов.
- Герберт де Босхем, католический церковный деятель, биограф Томаса Бекета.
- Брюс, Роберт, 2-й лорд Аннандейла — лорд Аннандейла (ок. 1138—1194)
- Василий Ватац[англ.] — византийский военачальник, погиб в войне с болгарами.
- Витек из Прчице — основатель рода Витковичей.
- Гильом VII — граф Ангулемский (1181—1194)
- Годфри Сен-Викторский[англ.] — французский философ и теолог.
- Григор V (Каравежа)[англ.] — католикос всех армян (1193—1194). Погиб при попытке бегства после ареста.
- Домналл Мор мак Тойрделбайг О’Брайен, король Томонда и Мунстера (1168—1194).
- Игорь Глебович — удельный князь рязанский (1178—1194)
- Лаврентий Туровский — епископ Туровский (1182—1194), святой православной церкви.
- Лотарь фон Гохштаден[нем.] — епископ Льежа (1192—1193).
- Мария Васильковна, жена Великого Князя Киевского Святослава Всеволодовича.
- Муджиреддин Бейлагани — персидский поэт.
- Рамон де Кальдес[фр.] — каталонский юрист, приведший в порядок архивы королей Арагона и графов Барселоны, создатель Liber feudorum maior
- Роберт IV — граф Оверни (1182—1194)
- Романо[фр.] — итальянский кардинал-священник de S. Anastasia (1190—1194).
- Джованни Феличи, кардинал-священник Санта-Сусанна (1189—1194), кардинал-дьякон Сант-Эустакьо (1188—1189).
- Харираджа, последний правитель (махараджа) царства Сападалакши на северо-западе Индии (ок. 1193—1194).